# Plouguernével
Plouguernével ist eine französische Gemeinde mit 1.602 Einwohnern (Stand: 1. Januar 2022) im Département Côtes-d’Armor in der Region Bretagne; sie gehört zum Arrondissement Guingamp und zum Kanton Rostrenen. Die Gemeinde gehört dem Kommunalverband Kreiz-Breizh an.

## Geographie
Plouguernével liegt etwa 47 Kilometer südwestlich von Saint-Brieuc. An der Südgrenze der Gemeinde führt der Canal de Nantes à Brest. Umgeben wird Plouguernével von den Nachbargemeinden Plounévez-Quintin im Norden, Sainte-Tréphine im Nordosten, Gouarec im Osten, Plélauff im Südosten, Mellionnec im Süden und Südwesten, Rostrenen im Westen sowie Kergrist-Moëlou im Nordwesten.
Durch die Gemeinde führt die Route nationale 164.

## Geschichte
1675 kam es hier zum Aufstand gegen die Papiersteuer. Ursache waren die Steuererhöhungen im Zuge des frankoholländischen Krieges ab 1672. Die Révolte du papier timbré bzw. Révolte des Bonnets rouges wird noch heute zitiert, wenn die bretonische Emanzipation zum Thema wird.
| Bevölkerungsentwicklung | Bevölkerungsentwicklung | Bevölkerungsentwicklung | Bevölkerungsentwicklung | Bevölkerungsentwicklung | Bevölkerungsentwicklung | Bevölkerungsentwicklung | Bevölkerungsentwicklung | Bevölkerungsentwicklung |
| ----------------------- | ----------------------- | ----------------------- | ----------------------- | ----------------------- | ----------------------- | ----------------------- | ----------------------- | ----------------------- |
| Jahr                    | 1962                    | 1968                    | 1975                    | 1982                    | 1990                    | 1999                    | 2006                    | 2012                    |
| Einwohner               | 2653                    | 3133                    | 3342                    | 3585                    | 3255                    | 2222                    | 1856                    | 1752                    |

## Persönlichkeiten
- Armand Robin (1912–1961), Schriftsteller und Übersetzer

## Sehenswürdigkeiten

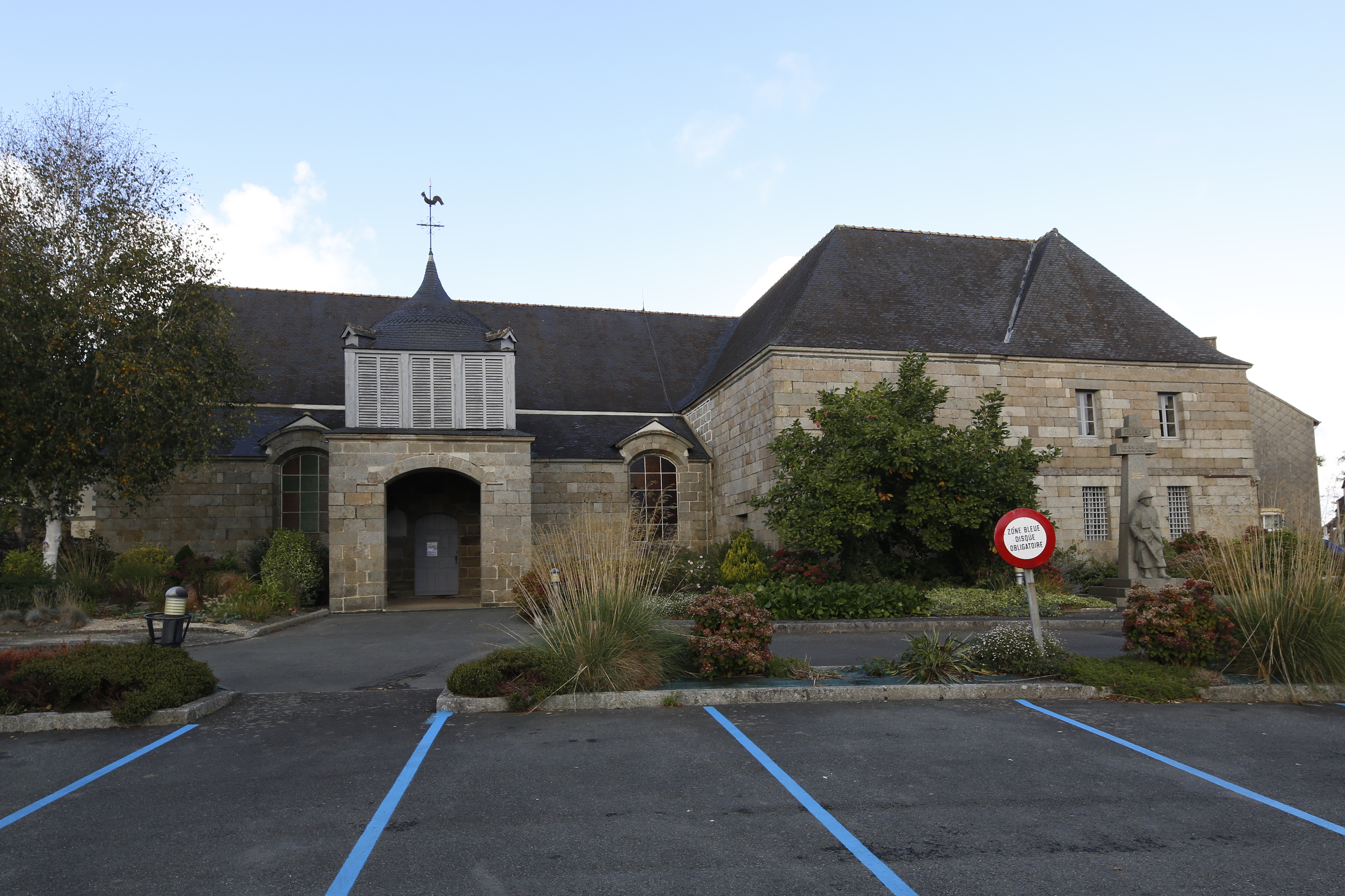
Kirche Saint-Pierre

- Menhir von Ker Alain
- Kirche Saint-Pierre